# Bradden
Bradden est une paroisse civile et un village du Northamptonshire, en Angleterre.